# آشاغی امیرخان‌لی
آشاغی امیرخان‌لی (به لاتین: Aşağı Əmirxanlı) یک منطقه مسکونی در جمهوری آذربایجان است که در شهرستان شابران واقع شده‌است.